# Яцко Мирослав Мирославович
Миросла́в Миросла́вович Яцко́ (13 січня 1975, Вижній Березів, Івано-Франківська область — 6 березня 2023, Спірне, Донецька область) — український військовослужбовець, учасник російсько-української війни. Нагороджений орденом «За мужність».

## Життєпис
У 1993—1995 роках проходив строкову службу в армії. Після демобілізації одружився з Лючі Ганною Орищук. Разом виховали двох донечок — Уляну й Марію.
Після початку російської агресії на сході України кілька разів брав участь у антитерористичній операції.
Після повномасштабного вторгнення Росії в Україну Мирослав добровольцем пішов на фронт. Служив у 10-й окремій гірсько-штурмовій бригаді «Едельвейс».

## Нагороди
- Орден «За мужність» ІІІ ступеня (9 серпня 2023) — за особисту мужність, виявлену у захисті державного суверенітету та територіальної цілісності України, самовіддане виконання військового обов'язку[3].